# Амазонский дельфин
Амазонский дельфин, или амазонский речной дельфин, или амазонский пресноводный дельфин, или белый речной дельфин, или иния, или амазонская иния, или боту (лат. Inia geoffrensis), — вид водных млекопитающих из парвотряда зубатых китов, представитель группы речных дельфинов. Видовое название дано в честь французского зоолога Этьена Жоффруа Сент-Илера (1772—1844).

## Внешний облик
Самый крупный речной дельфин: длина взрослых особей 1,24—2,5 м при массе 98,5—207 кг; самки заметно мельче самцов, что в целом необычно для речных дельфинов. Окраска тела меняется с возрастом. Молодые дельфины палево-серые со светлым брюхом; взрослые особи совсем светлые, с розоватой или бледно-голубой спиной и белым брюхом. Особи, живущие в озёрах, обычно темнее, чем в реках.
Тело полное, утончающееся к хвосту. Длинная и узкая морда заканчивается клювом, слегка загнутым вниз и покрытым редкими короткими щетинками. Лоб крутой, округлый. Глаза очень маленькие (горизонтальный диаметр глазного яблока 13 мм, а вертикальный — 12 мм), но хорошо функционирующие.
Глаза инии отличаются от глаз других китообразных. Если у остальных видов инфраотряда глаз приспособлен улавливать самый слабый свет, то у инии роговица и хрусталик имеют жёлтую окраску, видимо, защищающую глаза от солнечного света. Это, как и большая выступающая сетчатка, относительно большой и сдвинутый назад хрусталик, свидетельствуют о приспособлении глаз инии скорее к воздушному, чем подводному зрению. Однако, поведение иний этого не подтверждает.
Шейная складка выражена; шейные позвонки не слиты. Голова подвижная, может поворачиваться в сторону на 90°. Дыхало полулунное, немного смещено влево. Спинной плавник заменяет длинный (30—61 см длиной), пологий, низкий гребень (горб). Его вершина приходится на 2/3 длины тела. Лопасти грудных и хвостового плавников крупные и широкие. Края плавников часто истрепаны, со следами зубов, оставленными другими иниями. Необычно длинная плечевая кость увеличивает подвижность грудных плавников, что увеличивает манёвренность инии при плавании. Развитые мышцы обеспечивают движение грудного плавника во всех направлениях, включая вращение внутрь и наружу.
Череп менее асимметричный, чем у других зубатых китов. Зубов от 104 до 132; передние зубы конические, острые, служат для схватывания и удерживания добычи, задние — для жевания. Корни зубов расширенные, с боковыми выростами. Хромосом в диплоидном наборе 44.

## Распространение и подвиды
Ареал охватывает систему реки Амазонки с её притоками в Бразилии, Боливии, Северном Перу, Эквадоре, Колумбии, Венесуэлы (верховье Риу-Негру), а также систему реки Ориноко, покрывая порядка 7 млн км².
Выделяют 3 подвида инии:
- Inia geoffrensis geoffrensis — номинативный подвид, водится в бассейне Амазонки;
- Inia geoffrensis boliviensis — Боливийский речной дельфин[5], обитает в верховьях реки Мадейра, отделённых от остальной Амазонки непроходимыми порогами (Боливия); в некоторых классификациях рассматривается как отдельный вид Inia boliviensis[5];
- Inia geoffrensis humboldtiana — бассейн Ориноко.

## Образ жизни
Инии встречаются практически повсеместно, включая притоки, небольшие протоки, устья рек, озёра; обычно выше и ниже водопадов и порогов. Ограничены в своём распространении в основном солёными прибрежными водами, непроходимыми порогами, водопадами и самыми мелкими участками рек. Преимущественно оседлы, однако совершают сезонные миграции, зависящие от колебания уровня воды. Во время сухого сезона, когда реки мелеют, инии держатся в руслах крупных рек. Во время сезона дождей перемещаются в небольшие протоки, а также на затапливаемые равнины и леса. Во время разливов рек инии могут переплывать по затопленной суше из бассейна одной реки в другую.
Инии, как правило, держатся поодиночке или парами (обычно самка с детёнышем), редко группами из 3—6 особей. Большие стаи наблюдаются в местах, богатых пищей, или во время сезона размножения. Не территориальны. Социальную иерархию (в неволе) не устанавливают, однако зачастую проявляют агрессию по отношению друг к другу, иногда приводящую к смерти. Активны как днём, так и ночью. Плавают медленнее большинства дельфинов: обычная их скорость 1,5—3,2 км/ч, максимальная — 14—22 км/ч. Очень маневренны. Ныряют неглубоко; под водой остаются 0,5—2 минуты. При выдохе пускают небольшие фонтаны. Могут выпрыгивать более чем на 1 м из воды.
Питается иния в основном мелкой рыбой, за день поедая 9—12 кг (около 2,5 % собственного веса). Их рацион очень разнообразен, включая не менее 43 видов рыб из 19 семейств; размеры добычи варьируются от 5 до 80 см. Предпочитают рыб семейств горбылёвых (Sciaenidae), цихлид (Cichlidae), харациновых (Characidae) и пираний (Serrasalmidae); устройство зубов позволяет им также поедать амазонских речных черепах (Podocnemis sextuberculata) и крабов (Poppiana argentiniana). Их диета наиболее разнообразна во время сезона дождей, когда рыба перемещается на затопленные земли и её становится труднее ловить, и более избирательна во время сухого сезона. Наиболее активно инии кормятся между 6—9 часами утра и 15—16 часами дня. Часто охотятся рядом с берегом, в устьях рек и под водопадами, а также там, где сливаются две реки и мутность воды дезориентирует рыбу, что делает её поимку легче. Копают клювом ил, доставая пищу со дна. Могут заходить в сети и похищать оттуда рыбу. Иногда следуют за лодками, ловя вспугнутую ими рыбу. Могут образовывать своеобразные охотничьи группы с гигантской выдрой (Pteronura brasiliensis) и дельфином-тукуши (Sotalia fluviatilis), совместно загоняя и атакуя косяки рыб. Зрение развито хорошо, хотя основными органами чувств являются слух и осязание. Для охоты и ориентации под водой используют эхолокацию. Записанные у дельфинов, содержавшихся в неволе, эхолокационные щелчки обычно имели частоту 45 кГц. Между собой общаются щелчками с частотами 16—170 кГц. Издают также крики, высокотональные визги, лай, хныканье, но не свисты.
В природе инии игривы и довольно любопытны. Заботятся о раненных и попавших на мель сородичах. Могут подплывать к лодкам и тереться о них. Приручаются хорошо, но агрессивны и сложно поддаются дрессировке, поэтому в аквариумах и океанариях довольно редки.

## Размножение
Биология размножения изучена плохо. Предположительно, инии полигамны (признаками этого служат половой диморфизм и агрессивное поведение самцов). Самцы часто покрыты следами от укусов и ссадинами, получаемыми во время соревнований за самку.
Беременность длится 11 месяцев; роды продолжаются 4—5 часов. Рождение единственного детёныша приходится на май — июль, то есть на период, когда вода стоит наиболее высоко. Длина новорожденного дельфина — 75—80 см, вес — 7 кг; самка выталкивает его на поверхность для первого вдоха. Самки с детёнышами остаются в протоках и на затопленных равнинах, когда вода уже начинает спадать (самцы возвращаются в реки раньше). Такое местообитание имеет ряд преимуществ, в том числе большее количество корма, отсутствие сильного течения и хищников, а также уменьшение риска агрессии со стороны взрослых самцов. Лактация продолжается до 1 года, хотя детёныш может держаться рядом с матерью до 3 лет. Перерыв между родами составляет 15—36 месяцев; часто лактирующие самки одновременно беременны. Самцы и самки достигают половой зрелости к 5 годам, при длине тела 2 м (самцы) и 1,6—1,7 м (самки).
Продолжительность жизни в природе неизвестна. В неволе инии, как правило, живут не более 33 месяцев, хотя известны особи, доживавшие до 10—26 лет.

## Роль в экосистеме
Инии оказывают большое влияние на популяции рыб, особенно из семейства Sciaenidae. Среди охотящихся на них хищников могут быть южноамериканские крокодилы чёрные кайманы (Melanosuchus niger), тупорылые акулы (Carcharhinus leucas), анаконды и ягуары. Некоторые инии несут на коже характерные шрамы, оставленные паразитическими сомиками из семейств Cetopsidae и Trichomycteridae. Заражаются также нематодами и трематодами.

## Численность и статус популяции
Промыслового значения иния не имеет. Португальские колонисты ранее охотились на речных дельфинов ради жира для ламп, однако местные жители традиционно не используют их мясо или кожу. Части тела мёртвых иний идут на амулеты; жир в традиционной медицине используется как средство против астмы и ревматизма. В фольклоре народов Амазонки боту фигурируют как переродившиеся души утонувших, либо как оборотни (encantado), принимающие облик прекрасных юношей и девушек. Помимо того, что инии разгоняют пираний, рыболовы используют их присутствие, чтобы обнаруживать косяки рыб.
Ловят иний, как правило, случайно, когда они по неосторожности попадают в рыболовные сети. Их также вылавливают и уничтожают рыбаки за повреждение сетей и уменьшение улова. С 1988 года эта практика была запрещена в Бразилии и Боливии и ограничена в Перу, Венесуэле и Колумбии. Увеличение населения и антропогенное давление на окружающую среду оказывают негативное влияние на популяцию иний. Уменьшение количества рыбы в результате вылова является одной из проблем. Плотины гидроэлектростанций как препятствуют миграциям рыбы, так и разделяют популяции иний, потенциально уменьшая генетическое разнообразие внутри субпопуляций. Вырубка лесов на затопляемых территориях ведёт к уменьшению кормовой базы для рыб, служащих пищей для иний. Наконец, загрязнение водоёмов сельскохозяйственными пестицидами и тяжёлыми металлами (в том числе ртутью) из золотых шахт, оказывает особо негативное влияние на дельфинов и их кормовую базу.
Амазонская иния является наиболее благополучным видом среди речных дельфинов. Однако в списках Международной Красной книги она имеет статус «уязвимый вид» (vulnerable). По сравнению с быстро уменьшающимися ареалами китайского речного и гангского дельфина, ареал инии остаётся стабильным, а определение численности затруднено труднодоступностью мест её обитания. Предположительно, она исчисляется десятками тысяч.